# Founzan
Founzan là một tổng thuộc  tỉnh Tuy ở phía nam Burkina Faso. Thủ phủ là thị xã Founzan. Dân số năm 2006 là 32.486 người.

## Các thị xã và làng xã
Banéré, Batiéné, Bonzan, Fing, Kouloho, Kovio, Lobouga, Lollio, Nahi, Pana, Sambion, Sanéba, Yéhoun e Yerfing.